# زمین‌لرزه ۱۹۰۲ ترکستان
زمین‌لرزه چین  در تاریخ ۲۲ اوت ۱۹۰۲ میلادی، برابر با ‎۳۰ مرداد ۱۲۸۱، ساعت ۳:۰۰:۰۰ به زمان یوتی‌سی در چین رخ داد. بزرگی آن ۷٫۷ در مقیاس Mw اعلام شده‌است. زمین‌لرزه به وقت محلی در روز جمعه، ساعت ۱۱ روی داده و منطقه زمانی آن یوتی‌سی +۸ بوده‌است .
سازمان زمین‌شناسی آمریکا نیز جای این زمین‌لرزه را در مختصات ۳۹°۵۳′شمالی ۷۶°۱۲′شرقی / ۳۹٫۸۸°شمالی ۷۶٫۲°شرقی و بزرگی آنرا برابر با ۸٫۳ در مقیاس ریشتر اعلام کرده‌است. ژرفای گزارش شده از سوی این سازمان ۳۰ کیلومتر می‌باشد.
شمار کشتگان زلزله حدود ۵۶۵۰ نفر بوده‌است. تعداد زخمیان ۴۳۵۰ نفر برآورده شده‌است. 